# Michail Walerjanowitsch Ussow
Michail Walerjanowitsch Ussow (russisch Михаил Валерьянович Усов, englisch Mihail Usov; * 22. September 1996 in Saratow) ist ein moldawischer Biathlet russischer Herkunft. Er startet seit 2018 im Weltcup.

## Sportliche Laufbahn
Michail Ussow wurde in Russland geboren, trat für sein Heimatland aber nur national auf Juniorenebene an. Erste internationale Wettkämpfe bestritt er, für Moldawien startend, im Januar 2018 im IBU-Cup am Arber und lief auf dieser Ebene bis zum Saisonende, wobei das beste Ergebnis Rang 24 im Supersprint von Chanty-Mansijsk war. Zum Saisonbeginn 2018/19 startete er erstmals im Weltcup und erzielte seine Saisonbestleistung mit Rang 62 sofort im Einzelrennen auf der Pokljuka. Auch nahm er an den Europameisterschaften und den Weltmeisterschaften teil, wobei er in beiden Fällen der einzige Starter seines Landes war. 2020 nahm Ussow in Minsk-Raubitschy nur an den Europameisterschaften und an den am selben Ort folgenden IBU-Cup-Rennen teil und unterbot dort mit dem 18. Rang sein bisheriges Bestergebnis. Zu Beginn der Folgesaison erzielte Ussow in Oberhof den 50. Platz im Sprint, wurde danach aber wieder in den IBU-Cup versetzt. Dort verpasste er am Arber mit dem Sprintrang 4 sein erstes Podest knapp, im gleichen Wettkampf bei den Europameisterschaften wurde der Moldawier 13. Weiterhin nahm er an den Weltmeisterschaften auf der Pokljuka teil und verpasste im Sprint mit Rang 41 nur hauchdünn seinen ersten Weltcuppunkt. Diesen fuhr Ussow allerdings wenig später ein, bei den Wettkämpfen von Nové Město na Moravě erreichte er ohne Schießfehler den 24. Rang im Sprint. Auch die Sommerbiathlon-Weltmeisterschaften 2021 verliefen mit Top-20-Platzierungen in Supersprint, Sprint und Verfolgung erfolgreich.

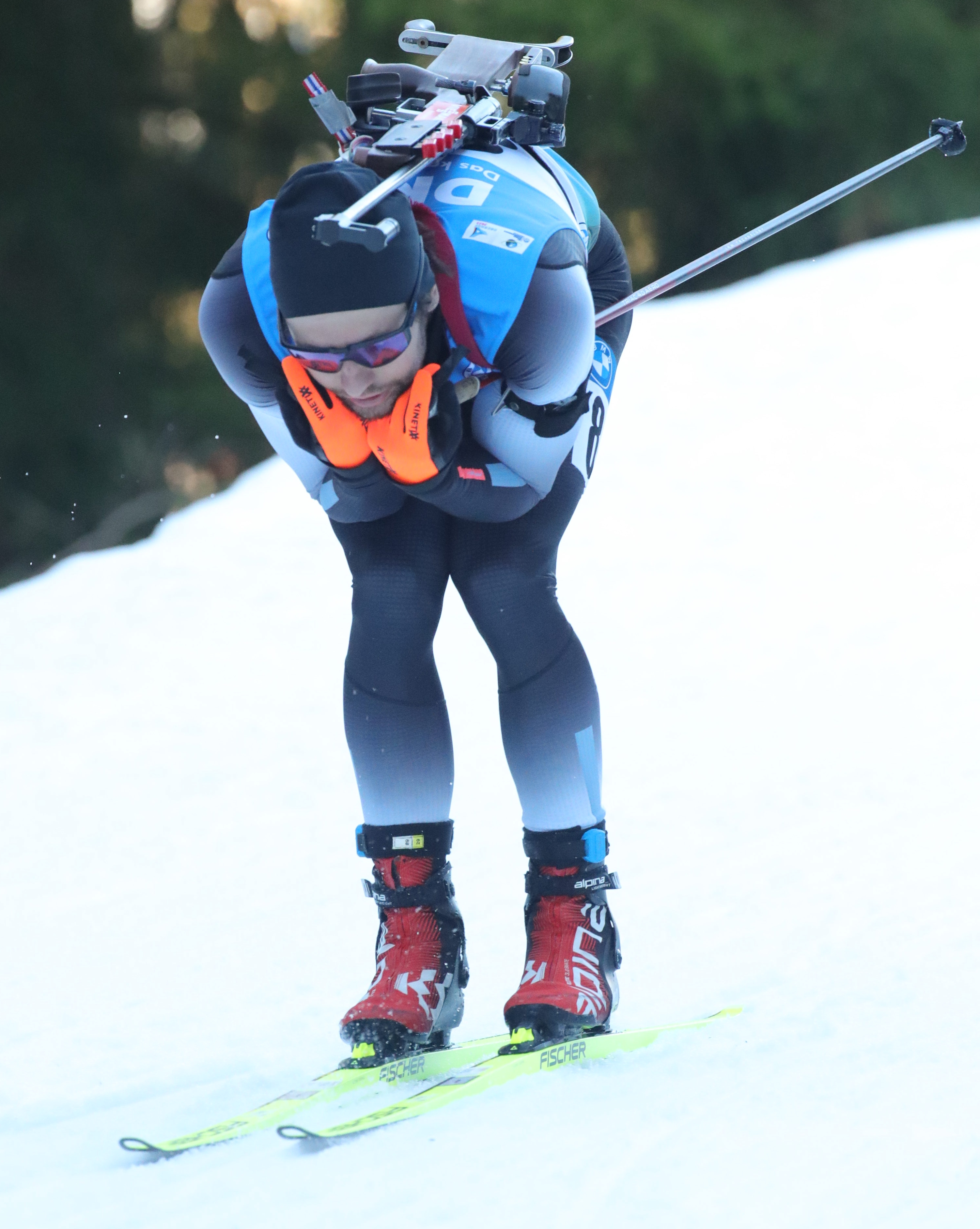
Ussow bei der WM 2023

Ab Ende 2021 war der moldawische Verband durch die Nationenwechsel von Pawel Magasejew, Maxim Makarow sowie Michail und Andrei Ussow erstmals in der Lage, Herrenstaffeln im Weltcup zu stellen, das Team wurde aber im Großteil der Rennen überrundet. Die Vorjahreserfolge in den Einzelrennen konnte Ussow nicht bestätigen, bestes Ergebnis war Rang 48 im saisoneröffnenden Einzel von Östersund. Eigentlich wurde er auch für die Olympischen Spiele von Peking nominiert, konnte aber durch einen positiven Coronatest kein Rennen bestreiten und wurde durch Pawel Magasejew ersetzt. Noch enttäuschender verlief bis zum Jahreswechsel die Saison 2022/23, der Moldawier verlor in der Laufstatistik ganze vier Prozentpunkte zum Vorjahr und platzierte sich daher durchgehend im hinteren Feld. Erfolgreicher verliefen die Staffelrennen: in Antholz gelang ihm mit der Männerstaffel der bisherige Bestrang 17, mit Alina Stremous ging es auf der Pokljuka in der Single-Mixed-Staffel auf den neunten Platz und damit erstmals in die Top 10. Bei den Europameisterschaften 2023 wurde Ussow im Verfolger 18., während er im Single-Mixed-Rennen mit Alina Stremous bis nach dem letzten Schießen auf Medaillenkurs lag und das Podest gegenüber Émilien Claude nur um 1,5 Sekunden verpasste. Am Ende der Saison gelang es ihm in Östersund mit der Herrenstaffel im Weltcup erstmals, die Ziellinie zu überqueren, von 22 Mannschaften wurde man 16. Auch im Folgewinter verpasste der Moldawier in sämtlichen Rennen die Punkteränge. Am erfolgreichsten schnitt er in Oslo ab, wo Ussow 55. des Einzels und 15. mit der Mixedstaffel wurde.
Im März 2025 erreichte Ussow in Nové Město Rang 49 im Sprint und verpasste damit Weltcuppunkte aufgrund eines Schießfehlers. Recht erfolgreich schnitt er bei den Europameisterschaften ab, Ussow lief dank fehlerfreier Schießleistung im Verfolgungsrennen auf den 17. Platz.

## Persönliches
Ussows Bruder Andrei ist ebenfalls als Biathlet in IBU- und Weltcup aktiv.

## Statistiken

### Weltcupplatzierungen
Die Tabelle zeigt alle Platzierungen (je nach Austragungsjahr einschließlich Olympische Spiele und Weltmeisterschaften).
- 1.–3. Platz: Anzahl der Podiumsplatzierungen
- Top 10: Anzahl der Platzierungen unter den ersten zehn (einschließlich Podium)
- Punkteränge: Anzahl der Platzierungen innerhalb der Punkteränge (einschließlich Podium und Top 10)
- Starts: Anzahl gelaufener Rennen in der jeweiligen Disziplin
- Staffel: inklusive Mixed- und Single-Mixed-Staffeln

| Platzierung               | Einzel | Sprint | Verfolgung | Massenstart | Staffel | Gesamt |
| ------------------------- | ------ | ------ | ---------- | ----------- | ------- | ------ |
| 1. Platz                  |        |        |            |             |         |        |
| 2. Platz                  |        |        |            |             |         |        |
| 3. Platz                  |        |        |            |             |         |        |
| Top 10                    |        |        |            |             | 1       | 1      |
| Punkteränge               |        | 1      |            |             | 26      | 27     |
| Starts                    | 11     | 34     | 5          |             | 28      | 78     |
| Stand: Saisonende 2024/25 |        |        |            |             |         |        |

### Weltcupwertungen
Ergebnisse bei Weltcups (Disziplinen- und Gesamtweltcup) gemäß Punktesystem.
| Saison  | Einzel | Einzel | Sprint | Sprint | Verfolgung | Verfolgung | Massenstart | Massenstart | Gesamt | Gesamt |
| Saison  | Platz  | Punkte | Platz  | Punkte | Platz      | Punkte     | Platz       | Punkte      | Platz  | Punkte |
| ------- | ------ | ------ | ------ | ------ | ---------- | ---------- | ----------- | ----------- | ------ | ------ |
| 2020/21 | –      | –      | 64.    | 17     | –          | –          | –           | –           | 78.    | 17     |

### Biathlon-Weltmeisterschaften
Ergebnisse bei den Weltmeisterschaften:
| Weltmeisterschaften | Weltmeisterschaften | Einzelwettbewerbe | Einzelwettbewerbe | Einzelwettbewerbe | Einzelwettbewerbe | Staffelwettbewerbe | Staffelwettbewerbe | Staffelwettbewerbe |
| Jahr                | Ort                 | Einzel            | Sprint            | Verfolgung        | Massenstart       | Herrenstaffel      | Mixedstaffel       | S.-M.-Staffel      |
| ------------------- | ------------------- | ----------------- | ----------------- | ----------------- | ----------------- | ------------------ | ------------------ | ------------------ |
| 2019                | Östersund           | 76.               | 64.               | –                 | –                 | –                  | –                  | 21.                |
| 2021                | Pokljuka            | 89.               | 41.               | 49.               | –                 | 20.                | 22.                | 27.                |
| 2023                | Oberhof             | 88.               | 90.               | –                 | –                 | 22.                | 23.                | –                  |
| 2024                | Nové Město          | 69.               | 84.               | –                 | –                 | 21.                | 18.                | –                  |
| 2025                | Lenzerheide         | 60.               | 73.               | –                 | –                 | 20.                | –                  | –                  |